# Torre Vilardell
La Torre Vilardell és una obra de Llambilles (Gironès) inclosa a l'Inventari del Patrimoni Arquitectònic de Catalunya.

## Descripció
És un edifici residencia de planta quadrada. Segueix el tipus clàssic de casal urbà, amb les dependències a l'entorn de l'escala, comunicant també amb el terrat, mitjançant un badalot de planta quadrada. Les façanes estan arrebossades imitant l'especejament de la pedra. Presenten una composició típicament urbana, amb obertures emmarcades per carreus, reixes i balcons de ferro colat i elements decoratius eclèctics d'inspiració clàssica. El coronament de les façanes es realitza mitjançant una cornisa, mènsules decoratives i una barana de ferro. El sostre de la planta baixa està realitzada amb biguetes de ferro i revoltó ceràmic, al primer pis el sostre és tapat per un cel ras d'encanyissat i treballat amb guix. A les estances de la planta noble hi ha alcoves.
L'edifici fou construït a finals del segle passat per a segona residència d'uns empresaris de la fusta de Girona.